# Castillo de Rebolledo de la Torre
El castillo de Rebolledo de la Torre se encuentra en la localidad de Rebolledo de la Torre, provincia de Burgos (España).

## Descripción
Está ubicado sobre una loma próxima a una iglesia románica.
El castillo consta de una torre en forma de prisma con gruesos muros y una muralla de mampostería.